# امینه ظریفوا
امینه ظریفوا (به روسی: Амина Василовна Зарипова) ژیمناست زادهٔ ۱۰ اوت ۱۹۷۶ میلادی اهل کشور روسیه است.